# مدرسة دلهي الخاصة (الشارقة)
مدرسة دلهي الخاصة، الشارقة هي مدرسة خاصة في الشارقة، بالإمارات العربية المتحدة. وهي تابعة للمجلس المركزي للتعليم الثانوي. تعتبر أول مدرسة في دولة الإمارات تفرعت عن المعهد الأم، مدرسة دلهي العامة بالهند.
في عام 2014، حصلت المدرسة على «جائزة الشارقة للتوعية البيئية للأداء التعليمي والمؤسسي» (2013-2014)، من قبل وزارة التربية والتعليم ومنطقة الشارقة التعليمية. في 5 مايو 2014، حصلت المدرسة على العلم الأخضر من قبل لجان جمعية الإمارات للحياة الفطرية بالتعاون مع الصندوق العالمي للطبيعة.

## النظام التعليمي والأنشطة المشتركة للمناهج الدراسية
تتبع المدرسة منهج المجلس المركزي للتعليم الثانوي. في عام 2005، قدمت المدرسة برنامج التعلم الشامل (CLP)، وهو أداة عبر الإنترنت حيث يمكن لأولياء الأمور والطلاب الوصول إلى الواجبات والمواد التعليمية الإضافية التي يتم تحميلها بشكل شهري. 
تبنت المدرسة أيضًا برنامج التقييم المستمر والشامل (CCE)، وقدمت التعلم الفعال للفصول الدراسية في لوحة التحكم في (ECL). 

## روابط خارجية
- الموقع الرسمي